# أدريان بيكر
أدريان بيكر (بالإنجليزية: Adrian Baker)‏ هو كاتب أغاني ومنتج أسطوانات أمريكي، ولد في 18 يناير 1951 في لندن في المملكة المتحدة.

## وصلات خارجية
- الموقع الرسمي
- أدريان بيكر على موقع ميوزك برينز (الإنجليزية)
- أدريان بيكر على موقع أول ميوزيك (الإنجليزية)
- أدريان بيكر على موقع أول ميوزيك (الإنجليزية)
- أدريان بيكر على موقع ديسكوغز (الإنجليزية)